# Edna Bourque
Pour les articles homonymes, voir Bourque.
Edna Bourque (1915-2012) est une bénévole canadienne reconnue pour son implication auprès des personnes âgées. Son implication lui a valu plusieurs distinctions, notamment l'Ordre des francophones d'Amérique, l'Ordre de la Pléiade et le Prix du gouverneur général pour l'entraide.

## Biographie
Edna Bourque naît le 27 juillet 1915 à Haute-Aboujagane, désormais un hameau de Beaubassin-Est, au Sud-est du Nouveau-Brunswick. Ses parents sont Félicien Leblanc et Joséline Cormier. Elle épouse Antonio Bourque. Elle réside d'abord à Moncton avant de passer sa retraite à la Villa Providence de Shédiac.
Elle a été présidente de la Fédération des citoyens aînés du Nouveau-Brunswick et de l'Association internationale francophone des aînés. À Moncton, elle a présidé le Club de l'âge d'or du Christ-Roy et a été vice-présidente de l’Université du 3e âge, des foyers-écoles et des Dames auxiliaires de Saint-Vincent-de-Paul. Elle est décorées de l'Ordre des francophones d'Amérique en 1988, de l'Ordre de la Pléiade en 1990 et du Prix du gouverneur général pour l'entraide en 2007.
Elle meurt le 20 janvier 2012 au Centre hospitalier universitaire Dr-Georges-L.-Dumont de Moncton à l'âge de 96 ans.